# Ekensbergskyrkan
För andra betydelser, se Ekensberg.
Ekensbergskyrkan i Solna hör till Ekensbergskyrkans församling, en församling inom Equmeniakyrkan, ursprungligen missionskyrka. Ekensbergskyrkan är belägen på en ekbevuxen bergknalle i centrala Solna bara ett par meter ifrån den plats Råsundastadion tidigare låg.

## Verksamhet
Ekensbergskyrkan har en lång scouttradition. På bottenvåningen finns flera scoutlokaler där Solna SMU-scoutkår har hållit till i många år och idag används delar av dessa scoutlokaler av Solna Scoutkår. I kyrkan finns även aktiviteter som småbarnsmusik, musikverkstad och körsång.

## Arkitektur
Kyrkan är uppförd år 1971-72 efter ritningar av arkitekten Joachim Labitzke från Ingemar Hultmans Arkitektkontor på uppdrag av Solna Missionsförsamling (numera Solna-Sundbybergs missionsförsamling). I likhet med flera andra missionskyrkor runt om i landet är Ekensbergskyrkan byggd i tegel och i så kallad funkisstil. Kyrksalen har även den tegelväggar och går att dela av i två mindre salar med hjälp av en skjutvägg. Bänkarna, altaret och predikstolen är enkla och byggda i ljust trä. Byggnader i tegel, bestående av enkla volymer med stark murverkan, är vanliga i det senare 1900-talets sakrala arkitektur. I kyrksalen finns även en dopgrav för troendedop (vuxendop), men även då troendedop är det vanligaste i Equmeniakyrkan används den sällan.